# Жувенилия
Жувенилия (порт. Juvenília) — муниципалитет в Бразилии, входит в штат Минас-Жерайс. Составная часть мезорегиона Север штата Минас-Жерайс. Входит в экономико-статистический микрорегион Жануария. Население составляет 6332 человека на 2006 год. Занимает площадь 1076,889 км². Плотность населения — 5,9 чел./км².

## История
Город основан 22 декабря 1996 года. 

## Статистика
- Валовой внутренний продукт на 2003 год составляет 12 199 090,00 реалов (данные: Бразильский институт географии и статистики).
- Валовой внутренний продукт на душу населения на 2003 год составляет 2006,43 реалов (данные: Бразильский институт географии и статистики).
- Индекс развития человеческого потенциала на 2000 год составляет 0,625 (данные: Программа развития ООН).